# Wapen van Paesens-Moddergat

Wapen van Paesens-Moddergat

Het wapen van Paesens-Moddergat is het dorpswapen van de Nederlandse dorpen Paesens en Moddergat, in de Friese gemeente Noardeast-Fryslân. Het wapen werd in 1988 geregistreerd.

## Beschrijving
De blazoenering van het wapen luidt als volgt:
In goud een dwarsbalk van azuur, beladen met een vis van zilver; de balk boven vergezeld van twee klaverbladen van sinopel en onder van een anker van keel, waarvan de kop eindigt in een T-kruis.
De heraldische kleuren zijn: goud (goud), azuur (blauw), zilver (zilver), sinopel (groen) en keel (rood).

## Symboliek
- Blauwe balk: staat voor het riviertje de Paesens dat eertijds fungeerde als grens tussen de grietenijen Westdongeradeel en Oostdongeradeel.[3]
- Vis en anker: duiden op de visserij, vroeger een belangrijk middel van bestaan.[3]
- Tau-kruis: symbool van Antonius van Egypte, patroonheilige van de Sint-Antoniuskerk van Paesens.[3]
- Klaverbladen: verwijzen naar de landbouw in de omgeving van de dorpen.[3]

## Zie ook

Vlag van Paesens-Moddergat